# Ліга 2 (Іран)
Ліга 2 (Іран) (перс. ليگ دسته دوم ایران) — третя за рівнем футбольна ліга Ірану після Про-Ліги та Ліги Азадеган. 

## Формат та історія
До 2001 року мала статус другої найвищого дивізіону в системі футбольних ліг Ірану, але з переходом на професійний футбол стала третім найвищим дивізіоном чемпіонату Ірану. 
Ліга 2 склажається з двох груп, по 14 команд у кожній. Кожна команда протягом чемпіонату зустрічається зі своїм суперником двічі, по черзі вдома та на виїзді. Перші та другі місця в кожній з груп автоматично здобувають путівки до Ліги Азадеган. По дві найгірші команди в кожній з груп автоматично вилітають до третього дивізіону.
Якщо клуб із зони просування чи вибування має однакову кількість очок зі своїм прямим конкурентом, то в такому випадку будуть зіграні два додаткових матчі мід цими суперниками, вдома та на виїзді. Команда, яка матиме найкращий підсумковий рахунок уникне вильоту або підвищиться в класі.
Інколи в лізі не дотримуються правил. Наприклад, в сезоні 2005/06 років «Дейгім Ахваз» мав покинути дивізіон, але «Нажан Мазандаран», незважаючи на те, що в підсумковій турнірній таблиці випередив свого конкурента, через плачевне фінансове становище змушений був покинути чемпіонат. Окрім цього, кількість команд у кожній групі було збільшено з 12 до 14-ти.

## Переможці чемпіонату

### Як другого найвищого дивізіону, 1972—1979
- 1972-73:  «Естеґлал» (Ахваз)
- 1973-74:  «Сепахан»
- 1974-75:  «Трактор Сазі»
- 1975-76:  «Машін Сазі»
- 1976-77:  «Рах Ахан»
- 1977-78:  «Абумослем»
- 1978-79:  не завершився

### Як другого найвищого дивізіону, 1990—2001
- 1990-91: «Малаван» (A), «Абумослем» (B), «Таам» (Есфаган) (C), «Естеґлал» (Ахваз) (D)
- 1991-92: «Барг» (Шираз)
- 1992-93: «Шука Анзалі»
- 1993-94: «Нафт Гаемшагр»
- 1994-95: «Поліакрил» (Есфаган)
- 1995-96: «Паям Машгед» (A) та «Санат Нафт» (B)
- 1996-97: «Фаджр Сепассі»
- 1997-98: «Малаван»
- 1998-99: «Багман»
- 1999-00: «Барг» (Шираз)
- 2000-01: «Абумослем»

### Як третього найвищого дивізіону, 2001—
- 2001-02: Невідомо
- 2002-03: «Шахін Ганді»
- 2003-04: «Санаті Кавег» (Національна група), «Парсаргад» (Тегеран) (Регіональні групи/Північ) та «Дейгім» (Ахваз) (Регіональні групи/Південь)
- 2004-05: Шагрдарі Лангаруд (A) та «Пегаг» (Хузестан) (B)
- 2005-06: «Пегаг» (Тегеран) (A) та Етка (Тегеран) (B)
- 2006-07: «Сепахан Новін» (A) та «Барг» (Тегеран) (B)
- 2007-08: «Алюмініум Гоморзган»
- 2008-09: «Фулад Новін» (Ахваз)
- 2009-10: «Сепідруд Рашт»
- 2010-11: «Естеґлал Джонуб» (Тегеран)
- 2011-12: «Естеґлал» (Ахваз)
- 2012-13: «Нафт» (Гашсаран) (A) та Сіаг Джамеган (B)
- 2013-14: «Шагрдарі Арбабіл» (A) та Етка (Горган) (B)
- 2014-15: «Алюмініум» (Арак)
- 2015-16: «Сепідруд Рашт»